# Altica aenescens
Altica aenescens is een keversoort uit de familie bladkevers (Chrysomelidae). De wetenschappelijke naam van de soort werd in 1888 gepubliceerd door Julius Weise.
De kever wordt 4,5 tot 5 mm lang. Zowel de imago als de larve leven van blad van met name de berk.
De soort komt voor in Noord- en Centraal-Europa, waaronder in Nederland en België.